# SAC–C
SAC–C argentin Föld-megfigyelő műhold.

## Küldetés
Feladata Föld-megfigyelés végzése (meteorológiai, környezetvédelmi – erdő- és mezőgazdaság –, természeti katasztrófák). A szolgáltatásban részt vevő nemzetek: Olaszország, Dánia, Franciaország és Brazília.

## Jellemzői
A műholdakat építette az INVAP SA, San Carlos de Bariloche, (Rio Negro). Üzemeltette a polgári Comisión Nacional de Actividades Espaciales (CONAE) (Buenos Aires). A hordozóeszközt NASA–GSFC (Goddard Space Flight Center) biztosította, működtetésben közreműködött a Massachusetts Institute of Technology (MIT). Társműholdjai: EO-1 (amerikai); Munin (Svédország)
Megnevezései:  SAC–C (Satelite de Aplicaciones Scientifico);  COSPAR: 2000-075B.  SATCAT kódja: 26620.
2000. november 21-én (Kaliforniából) a Vandenberg légitámaszpontról LC–2W (LC–Launch Complex) jelű indítóállványról az Delta–2 (7320-10 D282) hordozórakéta fedélzetén emelkedett  alacsony Föld körüli pályára (LEO = Low-Earth Orbit). Az orbitális egység kezdeti pályája 98,72 perces, 98,21 fokos hajlásszögű, elliptikus pálya perigeuma 687 kilométer, az apogeuma 708 kilométer volt.
Háromtengelyesen, forgás stabilizált űreszköz. Alakja  nyolcszögletű hasáb, méretei 1,85 × 1,68 × 2,2 méter. Teljes tömege 485, hasznos tömege 235 kilogramm. Szolgálati idejét 5 évre tervezték. Három kamerája segítségével fényképeket készített Föld-megfigyelés közbe. A képeket átalakították, majd a telemetriai rendszert működését segítő antennák útján a vevőállomásokra továbbította. Az űreszközhöz napelemeket rögzítettek, éjszakai (földárnyék) energia ellátását újratölthető kémiai akkumulátorok biztosították.

### Műszerezettsége
1. multispektrális közepes felbontás szkenner (Multispectral Medium Resolution Scanner – MMRS),
2. nagy felbontású (35 méter) modern technológiájú kamera (High Sensitivity Technology Camera – HRTC),
3. rendkívül érzékeny modern technológiájú közepes felbontású kamera (High Sensitivity Technology Camera – HSTC),
4. a mágneses mező mérése (Magnetic Mapping Payload–MMP),
5. skaláros hélium magnetometer (Scalar Helium Magnetometer–SHM),
6. globális navigációs berendezés (Global Positioning System – GPS).
7. nagy energiájú részecskék regisztrálása (ICARE) – Franciaország,
8. autonóm navigációs csillag (Italian Star Tracker – IST); globális űreszköz navigációs rendszer (Global'naja Navigacionnaja Sputnikovaja Sistema – GLONASS) – Olaszország
9. meteorológiai állomások adatainak és információinak  automatikus gyűjtése, Földre sugárzása (Data Collection System – DCS),
10. digitális transzponder a rádióamatőrök kommunikációjához (Digital Transponder for Radio Amateur Communications – DTRAC),
11. rádió – helymeghatározó készülék (Whale Tracker Experiment – WTE),